# Violari
Un violari (dit per castellanisme *renda vitalícia o *pensió vitalícia) és una anualitat, és a dir, una pensió o sèrie de pagaments a intervals determinats, pagats mentre el comprador (o el pensionista) viu. Aquesta constitueix una obligació essencialment redimible mitjançant la qual es paga una determinada suma anual durant tota la vida a una o dues persones, amb lliurament previ del capital corresponent.
La majoria dels violaris són productes d'assegurança venuts o emesos per companyies d'assegurances de vida, però una jurisprudència substancial indica que els productes d'anualitats no són necessàriament productes d'assegurança.
Els violaris es poden comprar per a fornir una entrada de diners durant la retirada o es creen a partir d'un acord estructurat d'una demanda per danys personals. Els violaris es poden vendre a canvi del pagament immediat d'una suma global (anualitat de pagament únic) o d'una sèrie de pagaments regulars (anualitat de pagament flexible), abans de l'inici del violari.
El flux de pagament de l'emissor al rendista té una durada desconeguda basada principalment en la data de defunció del rendista. En aquest moment, el contracte s'extingirà i la resta del fons acumulat es perdrà llevat que hi hagi altres pensionistes o beneficiaris al contracte. Així, un violari és una forma d'assegurança de longevitat, en què la incertitud de la vida útil d'un individu es transfereix de l'individu a l'asseguradora, la qual cosa redueix la seva pròpia incertesa agrupant molts clients.
Quan és una pensió anual redimible que paguen una persona i els seus successors en virtut d'un capital rebut del qui cobra la dita pensió, rep el nom de censal.

## El violari en el dret català
El violari o violàrium és un tipus de contracte propi del dret civil català, pel qual es rep el dret durant la vida d'una persona i fins que aquesta mori a rebre periòdicament una pensió en diners. Per a rebre aquest dret cal lliurar un capital. L'obligació de pagar el violari és redimible. Va ser creat com un tipus de préstec medieval durant la dècada dels anys 30 del segle XIV al Principat de Catalunya. A l'origen era una forma de crèdit a llarg termini, concretament en dues vides. Mitjançant una formulació comercial, el violari provava d'escapar de les restriccions eclesiàstiques que censuraven la usura. En aquest cas, el prestador rebia el nom de comprador i el prestatari de venedor. D'aquesta manera, l'objecte d'intercanvi era el dret del comprador a percebre una pensió durant dues vides. A canvi, el venedor rebia un préstec monetari. L'interès anual de les pensions era tot primer de 14,29%, si bé van anar baixant al llarg del segle XIV. A zones urbanes les pensions solien consistir en lliuraments en numerari; a zones rurals, en canvi, a les pensions també es preveien mitgeres de gra. El violari també va tenir un interès fonamental en el desenvolupament de la fiscalitat pública, puix que molts municipis de Catalunya i la Diputació del General mateixa van vendre títols per a bestreure els diners.

## Història
L'evolució de l'instrument ha estat llarga i continua com a part de la ciència actuarial.
S'atribueix a Ulpian la generació d'una taula de violari actuarial entre el 211 i el 222 dC. Les ciutats i monestirs alemanys i holandesos medievals van recaptar diners amb la venda de violaris, i es va reconèixer que el seu preu era difícil. Les primeres pràctiques de venda d'aquest instrument no tenien en compte l'edat del candidat, la qual cosa va suscitar inquietuds interessants. Aquestes preocupacions van cridar l'atenció de diversos matemàtics destacats al llarg dels anys, com Huygens, Bernoulli, de Moivre i altres: fins i tot Gauss i Laplace tenien interès en les qüestions relacionades amb aquest instrument.
Sembla que Johan de Witt va ser el primer escriptor que va calcular el valor d'un violari com la suma dels pagaments futurs descomptats esperats, mentre que Halley va utilitzar la primera taula de mortalitat extreta de l'experiència per a aquest càlcul. Mentrestant, l'Hôtel-Dieu de París oferia unes anualitats a un preu just que s'ajustaven aproximadament a la taula Deparcieux amb un descompte del 5%.
La pràctica continuada és un fet quotidià amb una teoria coneguda basada en matemàtiques robustes, com ho demostren els centenars de milions de persones a tot el món que reben una remuneració regular mitjançant una pensió o similar. L'enfocament modern per resoldre els problemes difícils relacionats amb un abast més gran d'aquest instrument aplica molts enfocaments matemàtics avançats, com els mètodes estocàstics, la teoria de jocs i altres eines de matemàtiques financeres.

## Tipus

### Plans de pensions de prestació definida
Els plans de pensions de benefici definit són una forma de violari que sol fornir els empresaris o els governs (com ara la Seguretat Social als Estats Units). La mida dels pagaments es determina normalment en funció dels anys de servei, l'edat i el sou de l'empleat.

### Anualitat individual
Les anualitats individuals són productes d'assegurança comercialitzats a consumidors individuals. Amb la complexa selecció d'opcions disponibles, els consumidors poden tenir dificultats per decidir racionalment el tipus de producte anual adequat per a les seves circumstàncies.

#### Anualitat ajornada
Hi ha dues fases per a una anualitat ajornada:
- la fase d'acumulació o ajornament en què el client diposita (o paga primes) i acumula diners en un compte;
- la fase de distribució o anualització en la qual la companyia d'assegurances paga els ingressos fins a la mort dels rendistes nomenats en el contracte.

Les anualitats diferides fan créixer el capital per inversió en la fase d'acumulació (o fase d'ajornament) i fan pagaments durant la fase de distribució. Una anualitat diferida de prima única (SPDA) permet un únic dipòsit o prima a l'emissió de l'anualitat amb només un creixement de la inversió durant la fase d'acumulació. Una anualitat diferida de prima flexible (FPDA) permet pagaments o primes addicionals després de la prima inicial durant la fase d'acumulació.
Les fases d'una anualitat es poden combinar en la fusió d'un pla d'estalvi per a la jubilació i de pagament de la jubilació: el pensionista fa aportacions periòdiques a l'anualitat fins a una data determinada i després en rep els pagaments regulars fins a la mort. De vegades, s'afegeix un component d'assegurança de vida, de manera que si el pensionista mor abans que comencin els pagaments de l'anualitat, un beneficiari rebi una quantitat global o pagaments d'anualitats.

#### Anualitat immediata
Una anualitat amb tan sols una fase de distribució és una anualitat immediata, una anualitat immediata de prima única (SPIA), una anualitat de pagament o una anualitat d'entrada de diners. Aquest contracte s'adquireix amb un sol pagament i fan els pagaments fins a la mort del/s pensionari/s.

#### Anualitat fixa i variable
Les anualitats que fan pagaments en quantitats fixes o en quantitats que augmenten en un percentatge fix s'anomenen anualitats fixes. Les anualitats variables, en canvi, paguen quantitats que varien segons el rendiment de la inversió d'un conjunt determinat d'inversions, normalment fons d'inversió en bons i accions.
Les anualitats variables s'utilitzen per a molts objectius diferents. Un objectiu comú és l'ajornament del reconeixement de guanys imposables. Els diners dipositats en una anualitat variable creixen en règim d'impostos diferits, de manera que els impostos sobre els guanys de la inversió no es deuen fins que no es fa un retir. Les anualitats variables ofereixen una varietat de fons ("subcomptes") de diversos gestors de diners. Això ofereix als inversors la possibilitat de moure's entre subcomptes sense incórrer en comissions addicionals o despeses de venda.
Les anualitats variables han estat criticades per les seves comissions elevades, els càrrecs de venda diferits contingents, el creixement d'impostos diferits, els alts impostos sobre els beneficis i els elevats costos anuals. Els abusos de vendes es van fer tan freqüents que el novembre de 2007, la Comissió de Valors i Borsa va aprovar la Regla FINRA 2821 que requeria que els corredors determinessin criteris d'idoneïtat específics quan recomanessin la compra o l'intercanvi (però no la rendició) d'anualitats variables diferides.

#### Violari garantit
Un violari pur deixa de fer pagaments a la mort del rendit. Un violari garantit, fa els pagaments durant almenys un nombre determinat d'anys (el "període cert") ; Si el pensionista sobreviu al període determinat, els pagaments de l'anualitat continuen fins a la mort del pensionista, i si el pensionista mor abans de l'expiració del període determinat, el patrimoni o el beneficiari del pensionista té dret a cobrar els pagaments restants amb certesa. La compensació entre el violari pur i el violari amb període determinat és que, a canvi del risc reduït de pèrdua, els pagaments del violari d'aquesta última seran menors.

#### Anualitat conjunta
Les anualitats conjuntes de vida i de sobrevivents fan pagaments fins a la mort d'un o de tots dos, respectivament. Per exemple, una anualitat es pot estructurar per fer pagaments a una parella casada, aquests pagaments cessen a la mort del segon cònjuge. En les anualitats de supervivents conjunts, de vegades l'instrument redueix els pagaments al segon pensionista després de la mort del primer.

#### Violari deteriorat
També hi ha hagut un creixement significatiu en el desenvolupament de les anualitats millorades o deteriorades. Es tracta de millorar les condicions que s'ofereixen a causa d'un diagnòstic mèdic prou greu per a reduir l'esperança de vida. Hi ha un procés de subscripció mèdica i el ventall de condicions de qualificació ha augmentat substancialment en els últims anys. Tant les anualitats convencionals com els violaris de compra poden ser elegibles per a condicions deteriorades.

## Valoració
La valoració és el càlcul del valor o valor econòmic. La valoració d'una anualitat es calcula com el valor actual actuarial de l'anualitat, que depèn de la probabilitat que el pensionista visqui cada període de pagament futur, així com del tipus d'interès i el moment dels pagaments futurs. Les taules de vida proporcionen les probabilitats de supervivència necessàries per a aquests càlculs.

## Violaris per països

### Estats Units
Amb una "prima única" o una anualitat "immediata", el rendista paga l'anualitat amb una única quantitat global. L'anualitat comença a fer pagaments regulars al pensionista en un any. Un ús comú d'una anualitat de prima única és com a destinació per als estalvis de jubilació de renovació després de la jubilació. En aquest cas, un jubilat retira tots els diners que ha estalviat durant la vida laboral en, per exemple, un compte de jubilació individual (IRA) i utilitza una part o la totalitat dels diners per comprar una anualitat els pagaments de la qual substituiran el pagament del salari del jubilat durant la resta de la seva vida. L'avantatge d'aquesta anualitat és que el pensionista té uns ingressos garantits per a tota la vida, mentre que si el jubilat retirés diners regularment del compte de jubilació (disposició d'ingressos), podria quedar-se sense diners abans de morir o, alternativament, no tenir tant per a gastar en vida com podria haver estat possible amb una compra d'anualitats. Un altre ús comú d'una anualitat d'ingressos és pagar despeses recurrents, com ara despeses de vida assistida, primes d'hipoteques o assegurances.
El desavantatge d'aquesta anualitat és que l'elecció és irrevocable i, a causa de la inflació, no és el mateix unes entrades de diners garantides per a tota la vida que garantir uns ingressos còmodes per a tota la vida.

### Regne Unit
Al Regne Unit, la conversió dels ingressos de pensions en una anualitat era obligatòria a l'edat de 75 anys fins que el govern de coalició va introduir una nova legislació l'abril del 2011. Les noves regles permeten als individus retardar la decisió de comprar una anualitat indefinidament.
Les regles (conegudes com a "llibertats de pensions") també fan que a partir dels 55 anys, les persones amb diners en un règim de pensions de "compra de diners" o d'"aportament definit" tinguin més opcions i flexibilitat per accedir als seus estalvis de pensions. Ara poden triar entre una varietat de productes, com ara violaris, anualitats a termini fix i disfresses d'accés flexible, o poden agafar tots els seus estalvis de pensions en efectiu.
In the UK there are a large market of annuities of different types. The most common are those where the source of the funds required to buy the annuity is from a pension scheme. Examples of these types of annuity, often referred to as a Compulsory Purchase Annuity, are conventional annuities, with profit annuities and unit linked, or "third way" annuities. Annuities purchased from savings (i.e. not from a pension scheme) are referred to as Purchase Life Annuities and Immediate Vesting Annuities. In October 2009, the International Longevity Centre-UK published a report on Purchased Life Annuities (Time to Annuitise).
In the UK it has become common for life companies to base their annuity rates on an individual's location. Legal & General were the first company to do this in 2007.

### Canadà
Al Canadà, el tipus d'anualitat més comú és el violari, que normalment la compren les persones a l'edat de jubilació amb fons fiscals o amb fons d'estalvi. Les quotes mensuals de les anualitats amb fons protegits fiscalment són íntegrament imposables quan es retiren, ja que ni el capital ni la seva rendibilitat s'han gravat de cap manera. En canvi, els ingressos de les anualitats adquirides amb fons d'estalvi es reparteixen entre la devolució del capital i els interessos obtinguts, sent només aquests últims imposables.
Una anualitat pot ser un violari únic o un violari conjunt en què els pagaments estan garantits fins a la mort del segon rendit. Es considera ideal per als jubilats, puix que és la sola entrada de diners de qualsevol producte financer que és totalment garantida. A més, mentre que les mensualitats són per al manteniment i gaudi dels rendistes, els pagaments garantits de les anualitats no registrades es continuen als beneficiaris després de la segona mort. D'aquesta manera, el saldo dels pagaments garantits presta suport als familiars i es converteix en una renda de dues generacions.

### En l'àmbit internacional
Alguns països van desenvolupar més opcions de valor per a aquest tipus d'instruments que altres. No obstant això, un estudi del 2005 va informar que alguns dels riscos relacionats amb la longevitat es gestionen malament "pràcticament a tot arreu" a causa del fet que els governs s'allunyen de les promeses de beneficis definits i les companyies d'assegurances es mostren reticents a vendre violaris genuïns tement que l'esperança de vida augmenti. L'assegurança de longevitat s'està tornant més habitual al Regne Unit i als EUA (vegeu Futur de les anualitats, a continuació), mentre que Xile, en comparació amb els EUA, té un mercat de violaris molt gran durant 20 anys.

## Futur de les anualitats
S'espera que l'envelliment de la generació del baby boom als EUA augmenti la demanda d'aquest tipus d'instruments i que s'optimitzi per al pensionista. Aquest mercat en creixement impulsarà millores que requereixen més investigació i desenvolupament d'instruments i augmentarà la visió de la mecànica implicada per part del públic comprador. Un exemple d'un escrutini i discussió augmentat és el relacionat amb la privatització d'una part del Fons Fiduciari de la Seguretat Social dels EUA.
A finals de 2010, les discussions relacionades amb la retallada d'impostos federals van plantejar novament la següent preocupació: quant costaria una anualitat a un jubilat si hagués de substituir els seus ingressos de la Seguretat Social? Suposant que el benefici mitjà de la Seguretat Social és de 14.000 dòlars anuals, el cost de reemplaçament seria d'uns 250.000 dòlars per a una persona de 66 anys. Les xifres es basen en el fet que l'individu rep un flux ajustat per inflació que pagaria tota la vida i seria assegurat.

## Sentència del Tribunal de Justícia de la UE
El març de 2011 es va emetre una sentència del Tribunal de Justícia de la Unió Europea que impedeix als proveïdors d'anualitats establir diferents primes per a homes i dones. Les taxes anuals dels homes són generalment més baixes que les de les dones perquè els homes, de mitjana, tenen una esperança de vida més curta. El canvi significa que les taxes d'anualitats per als homes augmentaran, les taxes d'anualitats per a les dones baixaran o una combinació d'ambdues.
Al Regne Unit, les anualitats que es contractin després del 21 de desembre de 2012 hauran de complir la sentència.